# توم أبيرنيثي
توم أبيرنيثي (بالإنجليزية: Tom Abernethy)‏ مواليد 6 مايو 1954 في ساوث بند، هو لاعب كرة سلة أمريكي سابق بدأ مسيرته الاحترافية في سنة 1976 حيث تم اختياره من قبل فريق لوس أنجلوس ليكرز خلال الدرافت وحمل الرقم 5. يبلغ طوله 6 قدم 7 بوصة (2.0 م). اعتزل اللعب في 1983.

## فرق لعب لها
- لوس أنجلوس ليكرز
- غولدن ستايت ووريورز
- إنديانا بايسرز

## إحصائيات المسيرة

### الموسم الاعتيادي
| السنة   | الفريق              | لعب | بدأ | دقيقة | ميداني% | ثلاثية | حرة  | ارتداد | صنع | استلاب | تصدي | نقطة |
| ------- | ------------------- | --- | --- | ----- | ------- | ------ | ---- | ------ | --- | ------ | ---- | ---- |
| 1976–77 | لوس أنجلوس ليكرز    | 70  | –   | 19.7  | .484    | –      | .754 | 4.2    | 1.4 | .7     | .1   | 6.3  |
| 1977–78 | لوس أنجلوس ليكرز    | 73  | –   | 18.0  | .498    | –      | .820 | 3.6    | 1.4 | .8     | .3   | 6.8  |
| 1978–79 | غولدن ستايت ووريورز | 70  | –   | 17.4  | .515    | .000   | .745 | 3.1    | 1.1 | .6     | .2   | 6.0  |
| 1979–80 | غولدن ستايت ووريورز | 67  | –   | 18.2  | .481    | .000   | .683 | 2.9    | 1.3 | .5     | .2   | 5.4  |
| 1980–81 | غولدن ستايت ووريورز | 10  | –   | 3.9   | .333    | .000   | .667 | .8     | .1  | .1     | .0   | .4   |
| 1980–81 | إنديانا بايسرز      | 29  | –   | 8.9   | .429    | .000   | .579 | 1.4    | .6  | .2     | .1   | 2.0  |
| المسيرة |                     | 319 | –   | 17.0  | .492    | .000   | .747 | 3.2    | 1.2 | .6     | .2   | 5.6  |

### التصفيات
| السنة   | الفريق           | لعب | بدأ | دقيقة | ميداني% | ثلاثية | حرة   | ارتداد | صنع | استلاب | تصدي | نقطة |
| ------- | ---------------- | --- | --- | ----- | ------- | ------ | ----- | ------ | --- | ------ | ---- | ---- |
| 1976–77 | لوس أنجلوس ليكرز | 11  | –   | 19.5  | .420    | –      | .815  | 3.6    | 2.0 | .6     | .2   | 5.8  |
| 1977–78 | لوس أنجلوس ليكرز | 2   | –   | 6.0   | .250    | –      | 1.000 | 1.0    | .5  | .0     | .0   | 2.0  |
| المسيرة |                  | 13  | 4   | 17.4  | .407    | .000   | .828  | 3.2    | 1.8 | .5     | .2   | 5.2  |

## روابط خارجية
- توم أبيرنيثي على موقع إن بي أي (الإنجليزية)
- توم أبيرنيثي على موقع سبورتس رفرنس (الإنجليزية)
- توم أبيرنيثي على موقع كلية كرة السلة في سبورتس رفرنس.كوم (الإنجليزية)
- توم أبيرنيثي على موقع ريلجم (الإنجليزية)
- توم أبيرنيثي على موقع بروبوليرز (الإنجليزية)